# 人事 (雜誌)
《人事》，又译作《人类事件》，是美国持保守主义立场的聚焦政治新闻与分析的报纸及网站，印刷版报纸创刊于1944年2月2日，2013年成为一份纯数字出版物。该杂志的名称来源于美国《独立宣言》的第一句话：“在人类历史事件的进程中……”（When in the course of human events...）。该杂志在华盛顿哥伦比亚特区出版，由菲利普斯出版公司的子公司雷格纳里出版公司的所有者伊戈出版公司（Eagle Publishing, Inc.）出版。

## 发展历史
《人事》由1933年至1940年担任《华盛顿邮报》编辑的菲利克斯·莫利、弗兰克·哈尼根、资深记者詹姆斯·威克和前新政主义者（New Dealer）亨利·雷格纳里于1944年创立。

## 对罗纳德·里根的影响
《里根总统：想象的胜利》（President Reagan: The Triumph of Imagination）作者理查德·里夫斯（Richard Reeves）在书中写道，《人事》周刊是美国前总统罗纳德·里根“多年来最喜欢的读物”。
在1986年的雷克雅未克峰会上，里根总统对时任苏联共产党总书记戈尔巴乔夫说，他不能放弃星球大战计划，因为“这些年来最直言不讳地批评苏联的人”——他提到了他最喜欢的报纸《人事》——“会踢爆我的脑袋”。

## 十本最有害的書
《人事》在2005年邀請15位保守派專家和公共政策學者評選出「19至20世紀最有害的10本書」。
1. 《共產黨宣言》（卡爾·馬克思和弗里德里希·恩格斯著）
2. 《我的奮鬥》（阿道夫·希特勒著）
3. 《毛主席語錄》（毛澤東著）
4. 《金賽報告》（阿爾弗雷德·金賽著）
5. 《民主與教育》（約翰·杜威著）
6. 《資本論》（卡爾·馬克思著）
7. 《女性的奧秘》（貝蒂·弗里丹著）
8. 《实证哲学教程》（奧古斯特·孔德著）
9. 《善惡的彼岸》（弗里德里希·尼采著）
10. 《就業、利息和貨幣通論》（約翰·梅納德·凱恩斯著）

## 外部連結
- 官方網站* （页面存档备份，存于）